# Seni Awa Camara
Seni Awa Camara (sinh c. 1945) là một nhà điêu khắc người Sénégal  từ nhóm dân tộc Diola. Bà sinh ra ở Bignona, nơi cô vẫn sống và làm việc. Bà tạo ra các tác phẩm điêu khắc của mình bằng đất sét ở sân trước, sau đó nung chúng trong lò nung mở trước khi trưng bày chúng xung quanh nhà. Các mảnh, có kích thước từ cao 12 inch đến cao 8 feet, đại diện cho các biểu tượng cá nhân. Bà đã cho phép sử dụng các đồ đúc bằng đồng trong công việc của mình vì terracottas quá tinh tế để đi du lịch.
Tác phẩm của Camara nằm trong Bộ sưu tập nghệ thuật châu Phi đương đại (CAAC) của Jean Pigozzi.

## Triển lãm
- 2017 "Nghệ thuật / Afrique, Le Nouvel xưởng": nghệ thuật châu Phi từ năm 1989 trở đi tại Fondation Louis Vuitton, Paris [5]
- 2007/2008 Tại sao lại là Châu Phi?, Pinacoteca Giovanni e Marella Agnelli, Torino, Ý
- 2006/2007 100% Châu Phi, Bảo tàng Guggenheim, Bilbao, Tây Ban Nha
- Nghệ thuật châu Phi 2005, Diễn đàn Grimaldi, Monaco, Pháp
- Nghệ thuật châu Phi 2005: Kiệt tác từ Bộ sưu tập Jean Pigozzi, Bảo tàng Mỹ thuật Houston, Hoa Kỳ
- 2004 Séni Camara, De Crescenzo & Viesti, Rome, Ý
- 1990 Séni Camara, Phòng trưng bày 39, Dakar, Sénégal